# Charles Wilkes
Charles Wilkes (Nova Iorque, 3 de abril de 1798 – Washington, DC, 8 de fevereiro de 1877) foi um explorador, pteridólogo e botânico norte-americano, conhecido pela expedição à volta do mundo realizada entre 1838 e 1842 e pela sua controversa atuação no Caso Trent, durante a Guerra Civil Americana, no qual atacou um navio do Royal Mail Ship, quase causando uma guerra entre Estados Unidos e Grã-Bretanha.

## Biografia

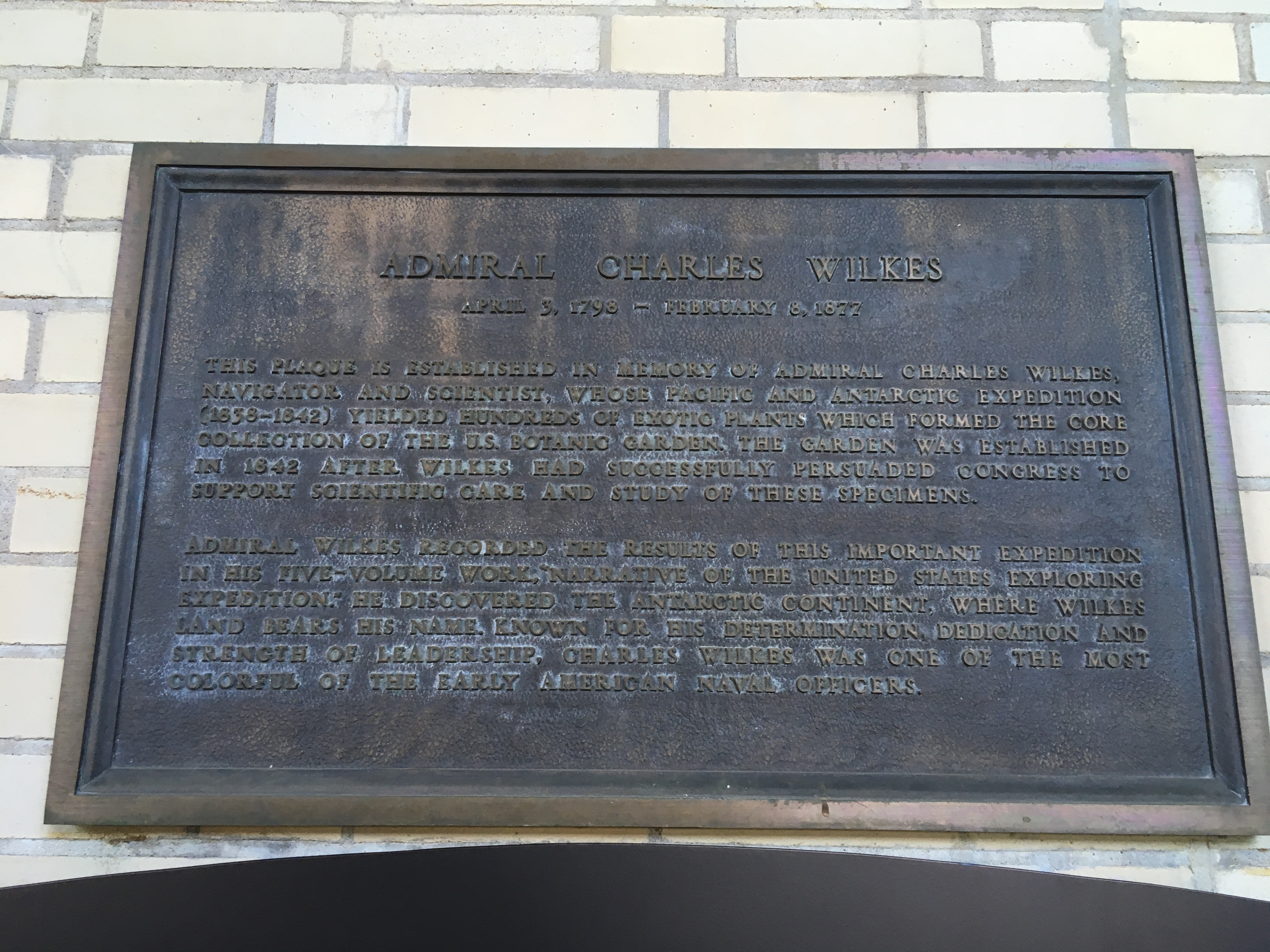

Rota da Expedição Wilkes na Antártida

Oficial naval da Marinha dos Estados Unidos, distinguiu-se em várias ocasiões. Em 1838 foi ele o comandante da United States Exploring Expedition, uma expedição de exploração dos mares da Antártida.
Partindo com os seus navios em agosto de Hampton Roads, passou no Arquipélago da Madeira e no Rio de Janeiro, chegando à Terra do Fogo e seguindo para sul para contornar pelo lado oriental a península Antártica até aos 70º Sul. Livrando-dos gelos, inverteu a rota no oceano Pacífico atingindo por fim as ilhas de Tuamotu e Samoa.
Voltou para a Austrália e chegou a Sydney, donde só sairia em dezembro de 1839, de novo na direção sul. Atingida a Antártida, fez a navegação costeira da parte oriental, dando nome à Terra de Wilkes. Depois explorou as Ilhas Fiji e o Havai, e aportou na costa dos Estados Unidos, fazendo várias descobertas.
Atravessou o oceano Pacífico e o Índico, dobrou o cabo da Boa Esperança chegando à costa atlântica dos Estados Unidos, cumprindo uma circum-navegação do globo.
Faleceu em Washington, DC, com o posto de contra-almirante. Está sepultado no Cemitério de Arlington. O seu túmulo tem a inscrição "he discovered the Ant-arctic continent".